# LOVE BALLADS〜Best Of S.O.S. Ballads〜
『LOVE BALLADS〜Best Of S.O.S. Ballads〜』（ラヴ・バラッズ〜ベスト・オブ・エス・オー・エス・バラッズ〜）は、Skoop On Somebodyが2009年9月30日に発売した2作目のバラードベスト・アルバム。

## 概要
シングル曲だけでなく、カップリング曲やアルバム曲も含めたバラードベスト・アルバム。
KO-HEYの活動休止後にリリースされたが、ジャケットや初回特典のポスター（KO-HEYがセンター）には3人で写っている。
Disc1　8曲目の「潮騒」はフェードアウトしないフルレングスで収録された。

## 収録曲

### DISC 1　-Day Side-
1. Come Back 2 Me
2. 時計
3. 祈り
4. Still
5. Key of Love
6. sha la la
7. 束縛
8. 潮騒
9. 色なき風
10. My Gift to You
11. キミノユメヨカナエ [album version]
12. アンセリウム
13. I Want You
14. For All I Know

### DISC 2　-Night Side-
1. 月に願いを
2. Everlasting Love
3. アマノガワ
4. eternal snow
5. 今、僕はここにいる
6. Nice'n Slow [S.O.S. edition]
7. Long for You
8. Smile Again
9. 街に愛があふれて…
10. 永遠の星空
11. Shining Days
12. so Angelic
13. STAY OR SHINE